# Municipio de Pleasant Lake (Dakota del Sur)
El municipio de Pleasant Lake (en inglés: Pleasant Lake Township) es un municipio ubicado en el condado de Aurora en el estado estadounidense de Dakota del Sur. En el año 2010 tenía una población de 74 habitantes y una densidad poblacional de 0,84 personas por km².

## Geografía
El municipio de Pleasant Lake se encuentra ubicado en las coordenadas 43°37′43″N 98°29′55″O / 43.62861, -98.49861. Según la Oficina del Censo de los Estados Unidos, el municipio tiene una superficie total de 87.77 km², de la cual 87,77 km² corresponden a tierra firme y (0 %) 0 km² es agua.

## Demografía
Según el censo de 2010, había 74 personas residiendo en el municipio de Pleasant Lake. La densidad de población era de 0,84 hab./km². De los 74 habitantes, el municipio de Pleasant Lake estaba compuesto por el 100 % blancos. Del total de la población el 0 % eran hispanos o latinos de cualquier raza.